# Historieta de terror

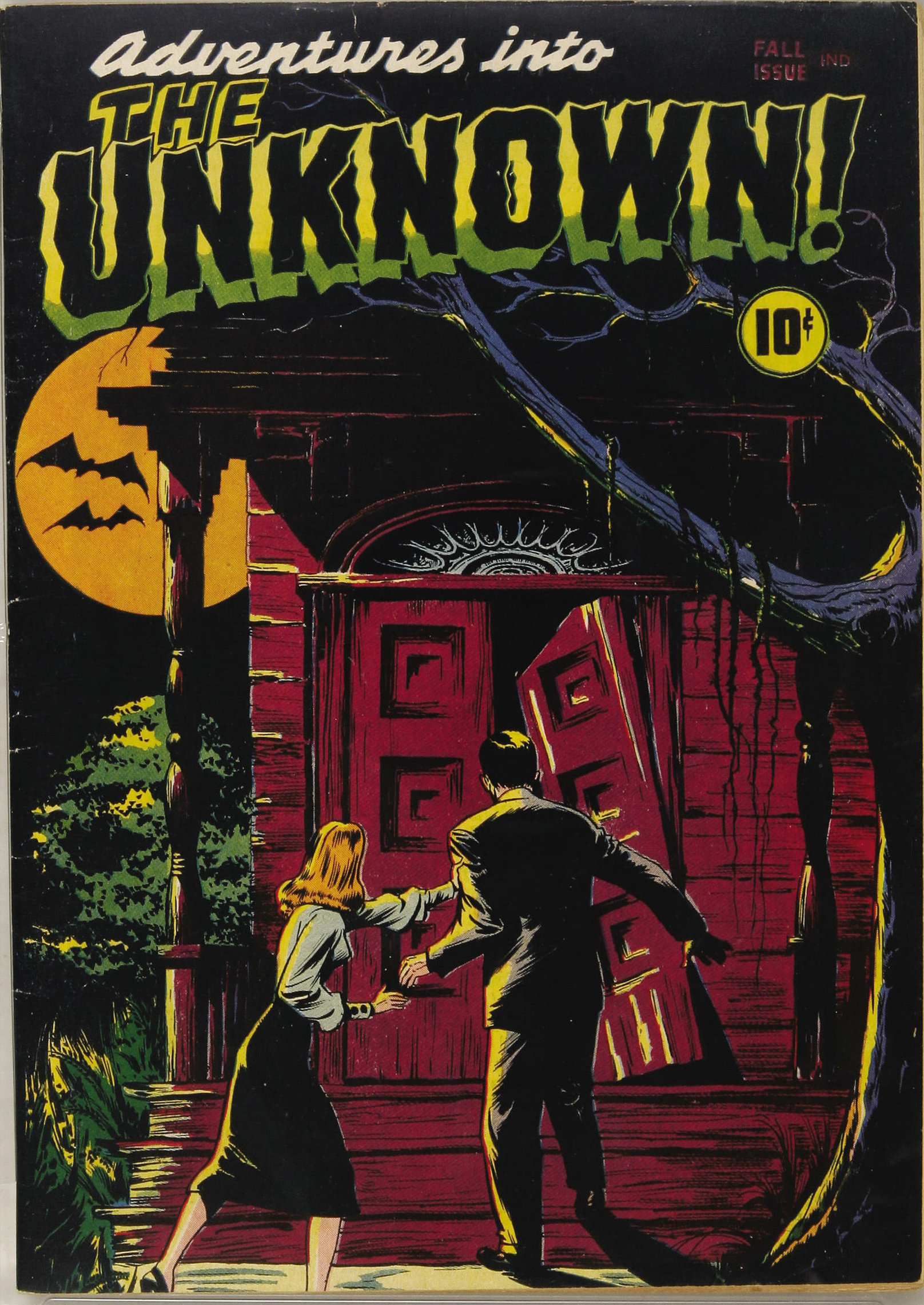
Portada de un comic book de la década 1950.

La historieta o cómic de terror u horror constituye uno de los géneros en los que puede dividirse la producción historietística.

## Características

### Temáticas
- Su voluntad de provocar en el lector sensaciones de pavor, miedo, disgusto, repugnancia u horror.
- Sus argumentos frecuentemente desarrollan la súbita intrusión en un ámbito de normalidad de alguna fuerza, evento o personaje de naturaleza maligna, a menudo de origen criminal o sobrenatural. En este terror de tinte sobrenatural, ha sido frecuente la aparición de fantasmas y monstruos clásicos como hombres lobo, vampiros o zombis, que beben de las supersticiones y cuentos de miedo tradicionales, así como otros monstruos más modernos, como las desdichadas réplicas humanas al estilo de Frankenstein o el moderno Prometeo, que tuvieron origen en la novela de terror nacida en la segunda mitad del siglo XVIII, de tal forma que suelen ser escasos

los autores que dibujan el contorno del terror contemporáneo, pocos los que nos han metido el miedo en el cuerpo con la ominosa claustrofobia de un ascensor o el silencio reverberante de esas modernas criptas de los estacionamientos subterráneos. Ya nadie espera encontrarse un vampiro debajo de su cama, pero sí puede haber un vértigo vesánico acechando en la pantalla del ordenador.

- Suelen incluir lo que se denomina gore, es decir, sangre, fluidos del cuerpo y pequeños trozos de carne de manera explícita.
- Los espacios o escenarios típicos han sido tradicionalmente el cementerio, la casa abandonada, el castillo, las ruinas, el laboratorio lúgubre, el bosque o el erial sombrío y el jardín decadente, que han terminado conformando un catálogo de «lugares» comunes. En los últimos años, se asiste, sin embargo, a una búsqueda «de lo visceral, de lo revulsivo del ambiente urbano, abandonando temores metafísicos de condenación eterna y lúgubres mansiones en borrascosas cumbres».[2]

### Formales
- Su estructura más típica es la de un relato breve (6 a 10 p., pero generalmente 8), con un desenlace impactante, en la que esta viñeta impactante se reserva incluso a la «página de la izquierda, para que así sorprendieran más al lector al pasar la hoja».[3] Este planteamiento sería desarrollado por la EC Comics en los años 50 y actualizado por Warren Publishing en los años 60 y 70 del pasado siglo, dándose en la actualidad una mayor variedad de estructuras.
- La preeminencia del dibujo realista.
- Uso del claroscuro y el blanco y negro.

## Historia

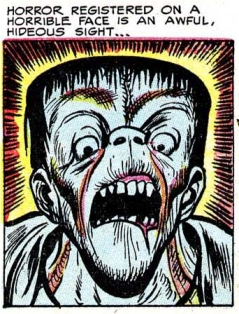
Frankenstein de Dick Briefer (1954)

### Orígenes (1935-1954)
El género apenas fue tratado en la historieta durante toda la primera mitad del siglo XX, ya que los productores y distribuidores de las tiras de prensa prefirieron evitarse problemas con posibles editores y suscriptores que habrían rechazado un género que nunca se ha considerado «apto para la infancia», optando por contentar a todo el mundo. 

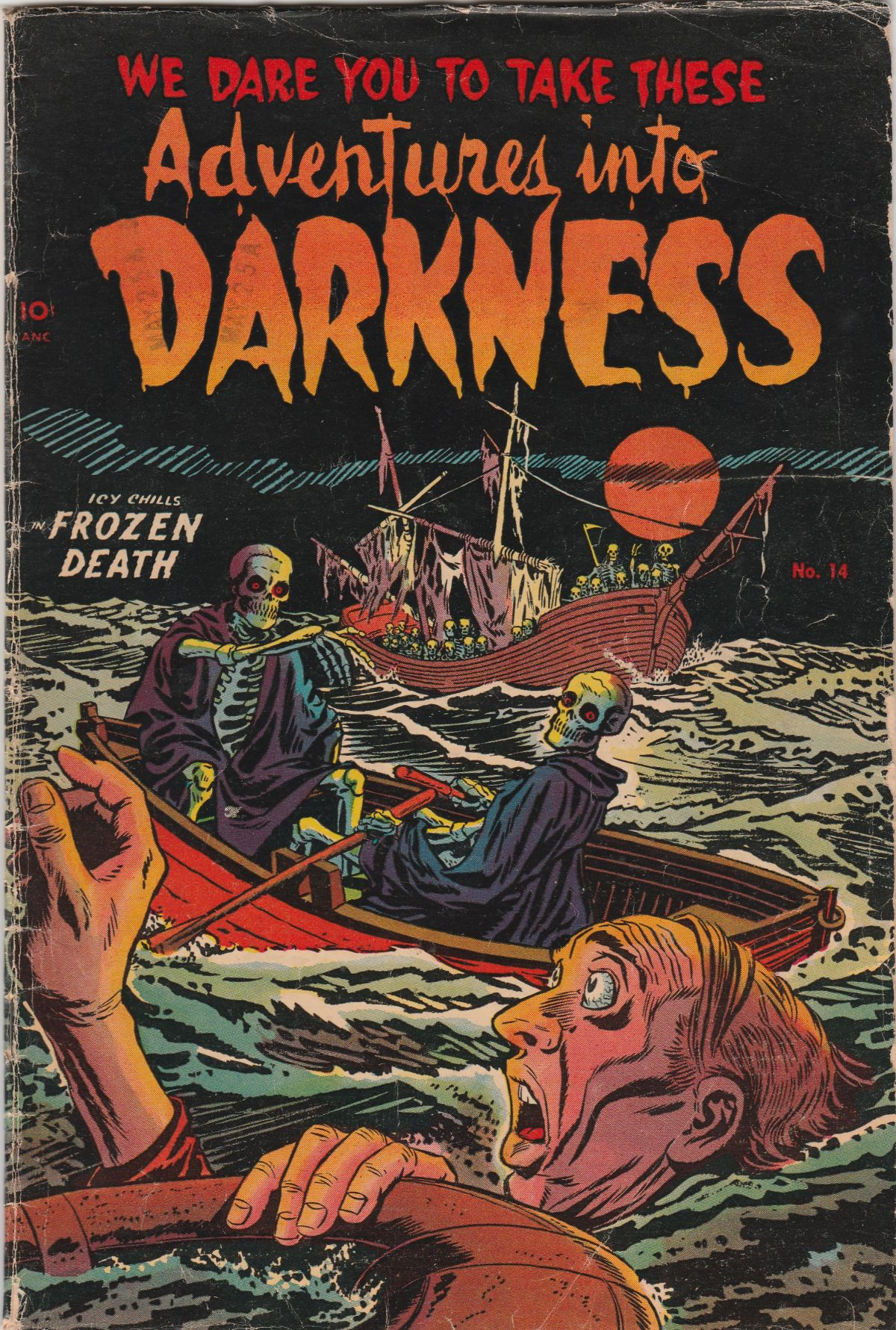
Portada de un comic book de los 50.

Los comic books con material original aparecieron en 1929, en 1935, National Periodical Publications publica la primera historia del Doctor Occult por Jerry Siegel (guion) y Joe Shuster (arte), en New Fun Comics # 6, donde se enfrenta "Vampire Master, en Detective Comics # 31-32, Batman lucha contra un vampiro, sin embargo, no hubo otros intentos de abordar el género hasta la aparición de Frankenstein Comics (1945), luego de que el subgénero de los superhéroes decayera tras la Segunda Guerra Mundial. Los más destacados eran Tales from the Crypt ("Historias de la cripta"), The Vault of Horror ("La bóveda de los horrores") y The Haunt of Fear ("La guarida del miedo") de EC Comics. En sus historias de 6 a 8 páginas aparecían personajes con destinos frecuentemente irónicos a la vez que tétricos. Cada historia de los títulos de horror era presentada siempre por uno de los anfitriones del horror, siendo cada uno de ellos el "dueño" de una de las series: el Guardián de la Cripta para "Tales from the Crypt", el Guardián de la Bóveda para "The Vault of Horror", y la Vieja Bruja para "The Haunt of Fear". Además de comentar jocosamente los detalles desagradables de las historias, estos personajes se metían los unos con los otros, desplegando un arsenal de puyas e incluso insultando a los lectores ("Saludos, forúnculos y muertos vivientes,..."). Junto con la historieta de crímenes, su contenido fue fuertemente controlado con la creación del Comics Code Authority en 1954, lo que limitó en una enorme medida las referencias al horror y al terror dentro de las historietas. En el mismo sentido se generó legislación restrictiva en Inglaterra y Canadá.
En España, la serie más destacada del género fue El Inspector Dan de la Patrulla Volante (1947) de Eugenio Giner.

### Interludio (1955-1963)
Aunque esta sea una época de decadencia del género, pueden destacarse clásicos como Kitaro del Cementerio (1959), del mangaka Shigeru Mizuki o el popular fumetto nero, aparecido a principios de los años sesenta en Italia, con personajes como Satanik, Kriminal y Diabolik.
También en México se produjo un resurgir del género gracias al éxito de Tradiciones y Leyendas de la Colonia (1963).

### El "boom" de los años 70 (1964-1983)

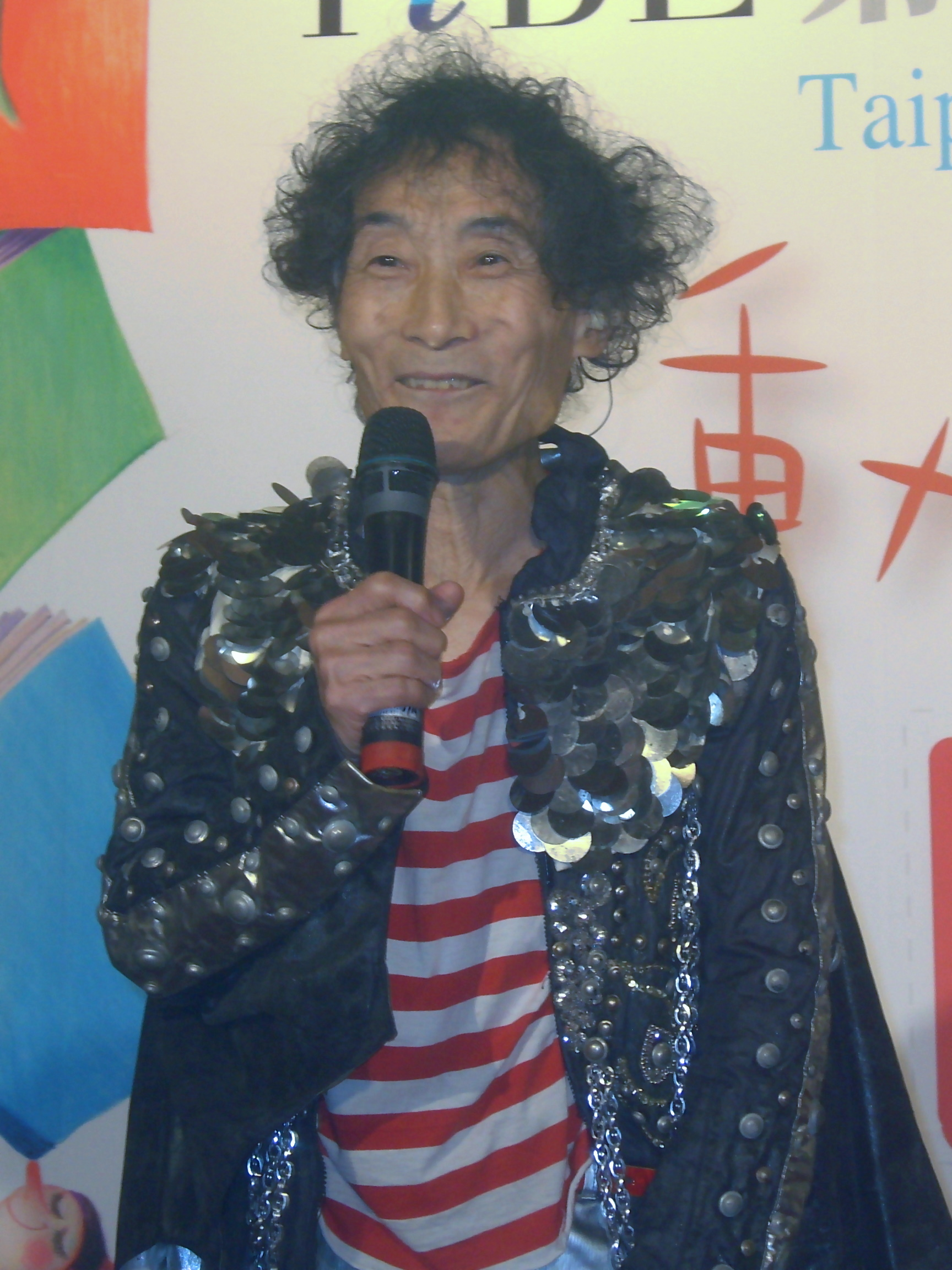
Kazuo Umezu, llamado el rey del manga de terror, título que comparte con Junji Ito, otra gran exponente del género.

Las historietas breves de final sorpresa que habían sido características de la EC Comic serían recreadas en las revistas en blanco y negro Creepy (1964), Eerie (1966) y Vampirella (1969) de Warren Publishing, que se dirigían ya al público adulto y que por lo tanto hacían caso omiso de las restricciones del Comics Code. Pronto fueron contestadas por otras compañías, como Eerie Publications y Skywald Publications. Incluso las editoriales estadounidenses DC y Marvel Comics, mayormente dedicadas a los superhéroes, diversifican su producción con House of Secrets (1969), La Cosa del Pantano (1971), de Len Wein/Berni Wrightson, Weird War Tales (1971), La tumba de Drácula (1972-1979), de Marv Wolfman/Gene Colan, y Ghost Rider (1972) de Roy Thomas/Gary Friedrich/Mike Ploog.
En la América hispana destacaron dos personajes creados para la radio: El Siniestro Doctor Mortis (1966) y El Monje Loco (1967).
Desde 1972 a 1974 los artistas de la agencia española Selecciones Ilustradas dibujaron el 80% de los contenidos de las revistas de Warren así como la mayoría de sus portadas, y su obra, al ser publicada posteriormente en su país de origen, sería fundamental para el denominado auge del cómic adulto en España, gracias a revistas como Dossier Negro (1968); Drácula y Vampus de 1971; Pánico (1972); Rufus de 1973; Vampirella en 1974, o SOS (1975) y Creepy en 1979. Idéntido éxito tendría el género en países como Alemania y sobre todo Italia, donde revistas como Linus o Il Mago, de Milán, publican adaptaciones de Poe o Lovecraft por parte de Dino Battaglia o Alberto Breccia.
En Japón, destacan Gō Nagai con Devilman (1972) y Kazuo Umezu con obras como El Chico De Los Ojos De Gato (1967-1976) y Aula a la deriva (1974).

### La renovación (1984-presente)
Tras el cierre de las revistas de la Warren en 1983, el género asistiría a una "renovación de su discurso decimonónico que ya no asusta a nadie" de la mano de series como La Cosa del Pantano de Alan Moore (1984), Dylan Dog (1986), Hellblazer (1988) de Jamie Delano, pero gracias sobre todo a autores japoneses, como Hideshi Hino.
Triunfan así series como Dragon Head (1994) de Minetaro Mochizuki, Bukita-kun (1995) de Kanako Inuki, La sonrisa del vampiro (1998) de Suehiro Maruo o Uzumaki (1998-1999) de Junji Ito. Destaca la obra de Charles Burns, con su Agujero negro de 1993, o Thomas Ott.
Exponentes destacados en la actualidad son los cómics 30 días de oscuridad (2002), The Walking dead (2003), Dark Water (2004) y Crossed (2008).